# San Marino al Junior Eurovision Song Contest
San Marino ha debuttato al Junior Eurovision Song Contest nel 2013, a Kiev, in Ucraina. La Tv di Stato sammarinese, San Marino RTV, ha selezionato il cantante internamente, in deroga al regolamento imposto dall'UER.
San Marino aveva già provato a prendere parte al contest nel 2011, a Erevan, Armenia, ma la tv non trovò in tempo un rappresentante.

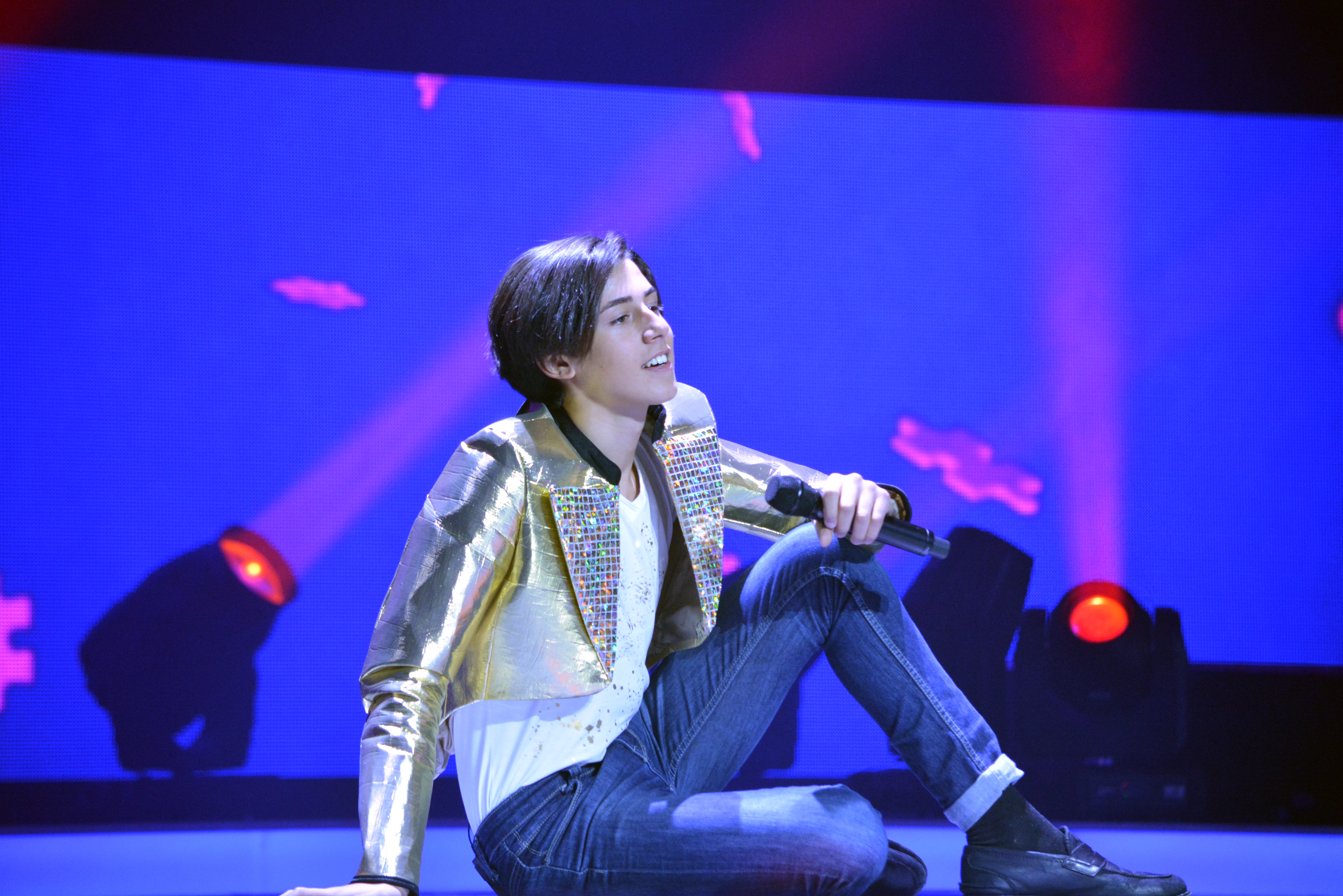
Michele Perniola al Junior Eurovision Song Contest 2013

Il regolamento del contest prevede che il giovane artista debba essere cittadino dello Stato che rappresenta ma, vista la piccola popolazione di San Marino, l'UER ha concesso una deroga alla Repubblica dal 2015, scegliendo dalla TV di stato nell'edizione di quell'anno, una ragazza russa, Kamilla Ismailova, che tuttavia ha cantato in italiano.
Nelle prime tre partecipazioni, dal 2013 al 2015, l'evento veniva commentato da Lia Fiorio, attualmente commentatrice della piccola repubblica all'Eurovision Song Contest, e Gilberto Gattai, mentre dalla quarta partecipazione, dal 2024, è commentato da Mirko Zani e Roberto Bagazzoli.
Nel 2015 ha ricevuto, per la prima volta in un evento eurovisivo, i 12 punti. La stessa cosa accadrà anche all'Eurovision Song Contest 2021.
Si ritirò a partire dal 2016, per poi tornare a partecipare nel 2024.

## Partecipazioni
- Primo posto
- Secondo posto
- Terzo posto
- Ultimo posto

| Anno                                    | Artista           | Canzone                 | Lingua            | Posizione | Posizione |
| Anno                                    | Artista           | Canzone                 | Lingua            | Finale    | Punti     |
| --------------------------------------- | ----------------- | ----------------------- | ----------------- | --------- | --------- |
| 2013                                    | Michele Perniola  | O-o-O Sole intorno a me | Italiano          | 10º       | 42        |
| 2014                                    | The Peppermints   | Breaking My Heart       | Italiano, inglese | 15º       | 21        |
| 2015                                    | Kamilla Ismailova | Mirror                  | Italiano, inglese | 14º       | 36        |
| Nessuna partecipazione dal 2016 al 2023 |                   |                         |                   |           |           |
| 2024                                    | Idols SM          | Come noi                | Italiano          | 17º       | 47        |
| 2025                                    |                   |                         |                   |           |           |

## Storia delle votazioni
Al 2024, le votazioni di San Marino sono state le seguenti: 
Punti dati
| Posizione | Stato   | Punti |
| --------- | ------- | ----- |
| 1         | Malta   | 39    |
| 2         | Georgia | 24    |
| 3         | Armenia | 23    |
| 4         | Russia  | 21    |
| 5         | Italia  | 18    |

Punti ricevuti
| Posizione | Stato               | Punti |
| --------- | ------------------- | ----- |
| 1         | Ucraina             | 13    |
| 2         | Russia              | 11    |
| 3         | Italia              | 9     |
| 4         | Armenia Bielorussia | 6     |